# Suối Cát, Xuân Lộc
Suối Cát là một xã thuộc huyện Xuân Lộc, tỉnh Đồng Nai, Việt Nam.

## Địa lý
Xã Suối Cát có diện tích 17,18 km², dân số năm 2013 là 15.239 người, mật độ dân số đạt 864 người/km².

## Hành chính
Xã Suối Cát được chia thành 4 ấp: Suối Cát 1, Suối Cát 2, Việt Kiều, Bình Minh.